# Велбъждски проход
Велбъждският проход (до 29 юни 1942 г.: Деве баир, Девебаир) е планински проход (седловина) в Западна България (община Кюстендил) и Северна Македония (община Крива паланка), в най-северозападната част на планината Осогово.
Проходът е с дължина около 8 km и надморска височина на седловината – 1163 m. Свързва Каменишката котловина при село Гюешево на изток с долината на Крива река (ляв приток на река Пчиня, от басейна на Вардар) при село Узем на запад.
Проходът започва на 950 m н.в. северозападно от село Гюешево и с множество завои се изкачва нагоре по склона на Осоговска планина. След около 4 km при държавната ни граница със Северна Македония достига седловината на 1163 m н.в., след което се спуска по западния склон на планината и след около 4 km слиза при село Узем на 833 m н.в.
Трасето е изоставено и новият път от Кюстендил за Крива паланка и Скопие е прокаран през друга седловина на същата надморска височина, но на около 2 km южно от стария проход. Шосето (Републикански път I-6) започва от село Каменичка Скакавица, след 4,9 km се изкачва плавно до ГКПП Гюешево, навлиза в Северна Македония (шосе № 2) и с малко повече завои отново слиза при село Узем. Залесен е с гори от бор, горун, ясен и габър.

## Топографска карта
- Лист от карта K-34-69. Мащаб: 1 : 100 000.